# Felipe Guillermo de Orange-Nassau

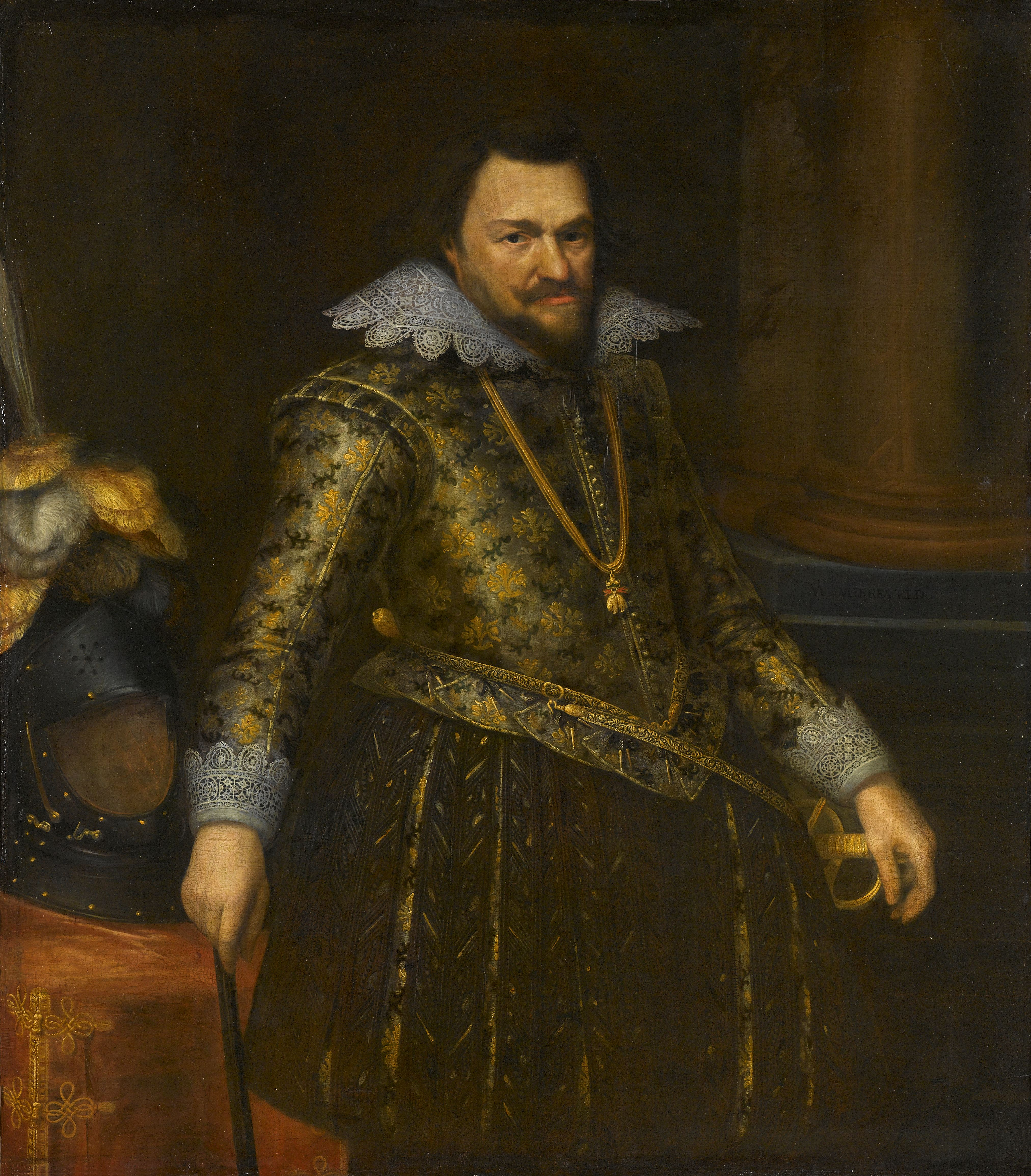
Felipe Guillermo, príncipe de Orange, según Michiel Jansz. van Mierevelt.

Felipe Guillermo de Orange-Nassau (Buren; 19 de diciembre de 1554 - Bruselas; 20 de febrero de 1618) fue hijo de Guillermo I y de Ana de Egmond (su primera esposa). Se convirtió en Príncipe de Orange en 1584 y Caballero del Toisón de Oro en 1599.

## Biografía
Cuando su padre Guillermo el Taciturno ignoró la citación del duque de Alba Fernando Álvarez de Toledo y Pimentel, para regresar a Bruselas, y se quedó en Alemania, Felipe Guillermo, un muchacho de 13 años, estaba estudiando en la Universidad Católica de Lovaina de Brabante. Fue detenido en febrero de 1568, y llevado a España como rehén, pero sobre todo para ser criado como un buen católico y súbdito leal. Nunca volvería a ver a su padre, y su madre ya había muerto en 1558.
En España, continuó sus estudios en la Universidad de Alcalá de Henares. Permaneció en España hasta 1596, cuando regresó a los Países Bajos. Se interesó por su herencia en las Provincias Unidas de los Países Bajos que defendió vigorosamente con su hermana, María de Nassau, en contra de su medio hermano Mauricio de Nassau que disputó con su hermano el derecho a la baronía y la ciudad de Breda.
En 1606 Felipe Guillermo fue reconocido en las Provincias Unidas como Señor de Breda y Steenbergen, y su derecho a nombrar magistrados fue reconocida, a condición de que él mantuviera la "Unión y la religión de la República". Él debidamente hizo su entrada ceremonial a la ciudad de Breda, en julio de 1610 y desde entonces hasta su muerte, nombró regularmente los magistrados en su señorío. Aunque él instauró servicios católicos en el castillo de Breda, no trató de desafiar el predominio del protestantismo calvinista en la ciudad. Tuvo una diferencia con los  Estados Generales en 1613, cuando se anuló el nombramiento de una doctrina católica. Él tenía que cooperar con el gobernador militar en Breda, su medio hermano ilegítimo Justino de Nassau, incondicionalmente leal a los Estados Generales. 
En 1596, en Fontainebleau, Felipe Guillermo se casó con Leonor de Borbón-Condé, hija de Enrique I de Borbón-Condé y primo del rey Enrique IV de Francia, pero murió en 1618 sin hijos. Por lo tanto, Mauricio de Nassau pudo heredar el título Príncipe de Orange.
Como Señor de Diest y un católico piadoso en el momento de su muerte, Felipe Guillermo ordenó que la iglesia parroquial de Saint Sulpice en la misma ciudad, celebrará una vez al año una misa fúnebre por su alma. Diest es también el sitio de su sepultura en la Iglesia Católica. Diest es conocida como la "Ciudad de Orange", y Felipe Guillermo como "el príncipe Católico de Orange", porque su padre en 1573 - a la cabeza de la rebelión holandesa - se había convertido en un calvinista protestante en lugar de un católico como lo había sido antes.